# Carl Arnold Kortum

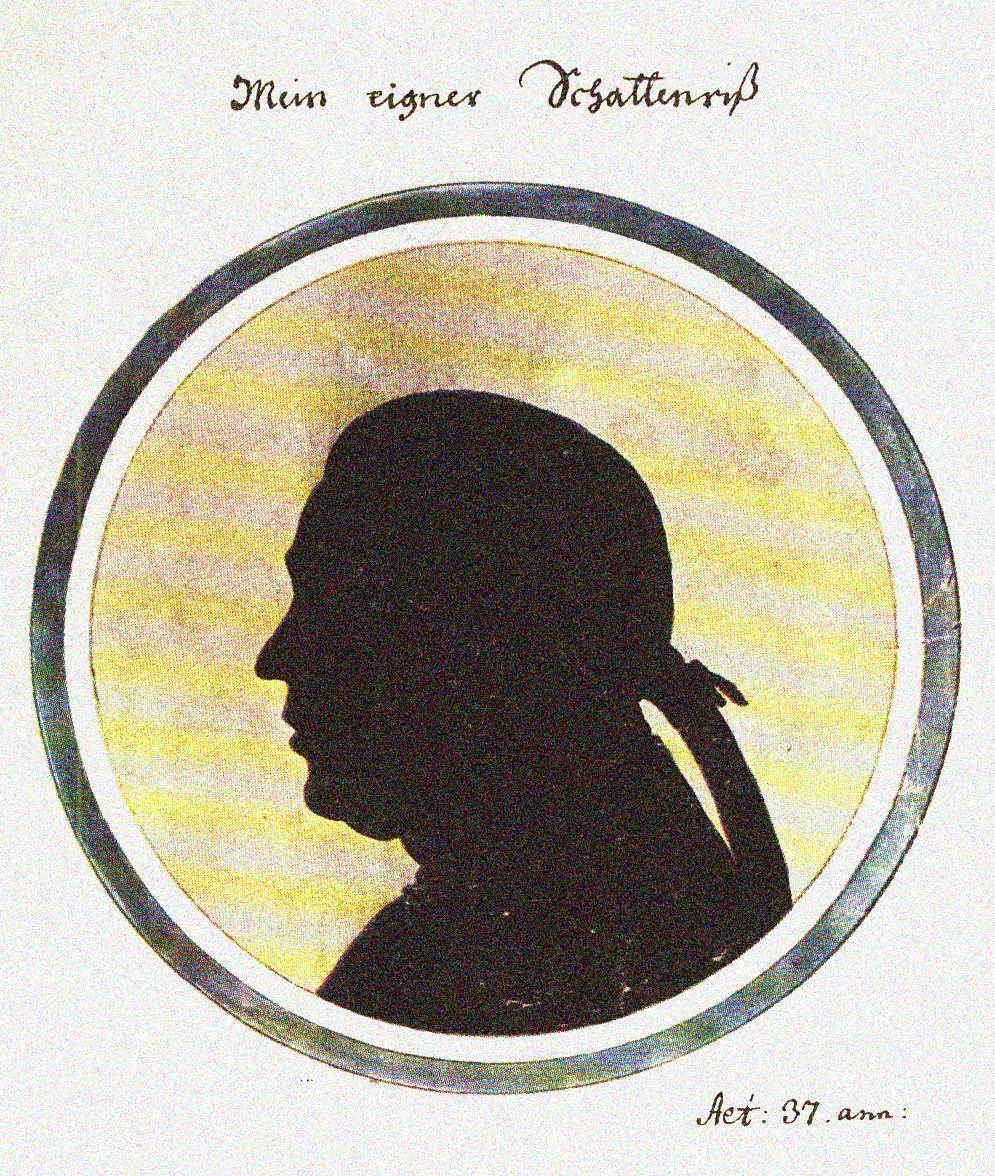
Carl Arnold Kortum, Selbstbildnis 1782

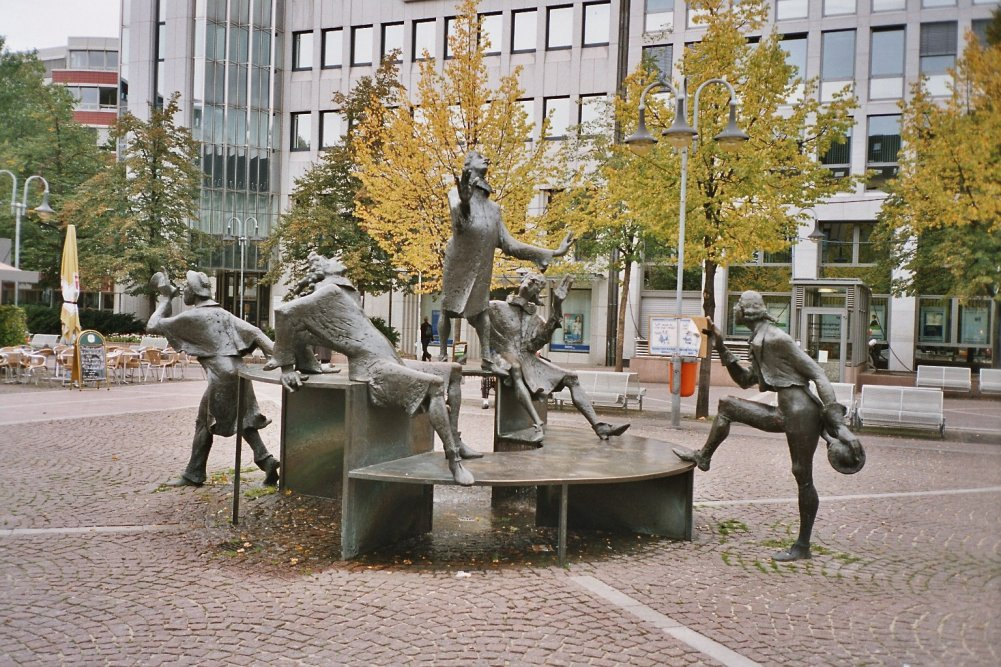
Szene aus der „Jobsiade“ auf dem Bochumer Husemannplatz

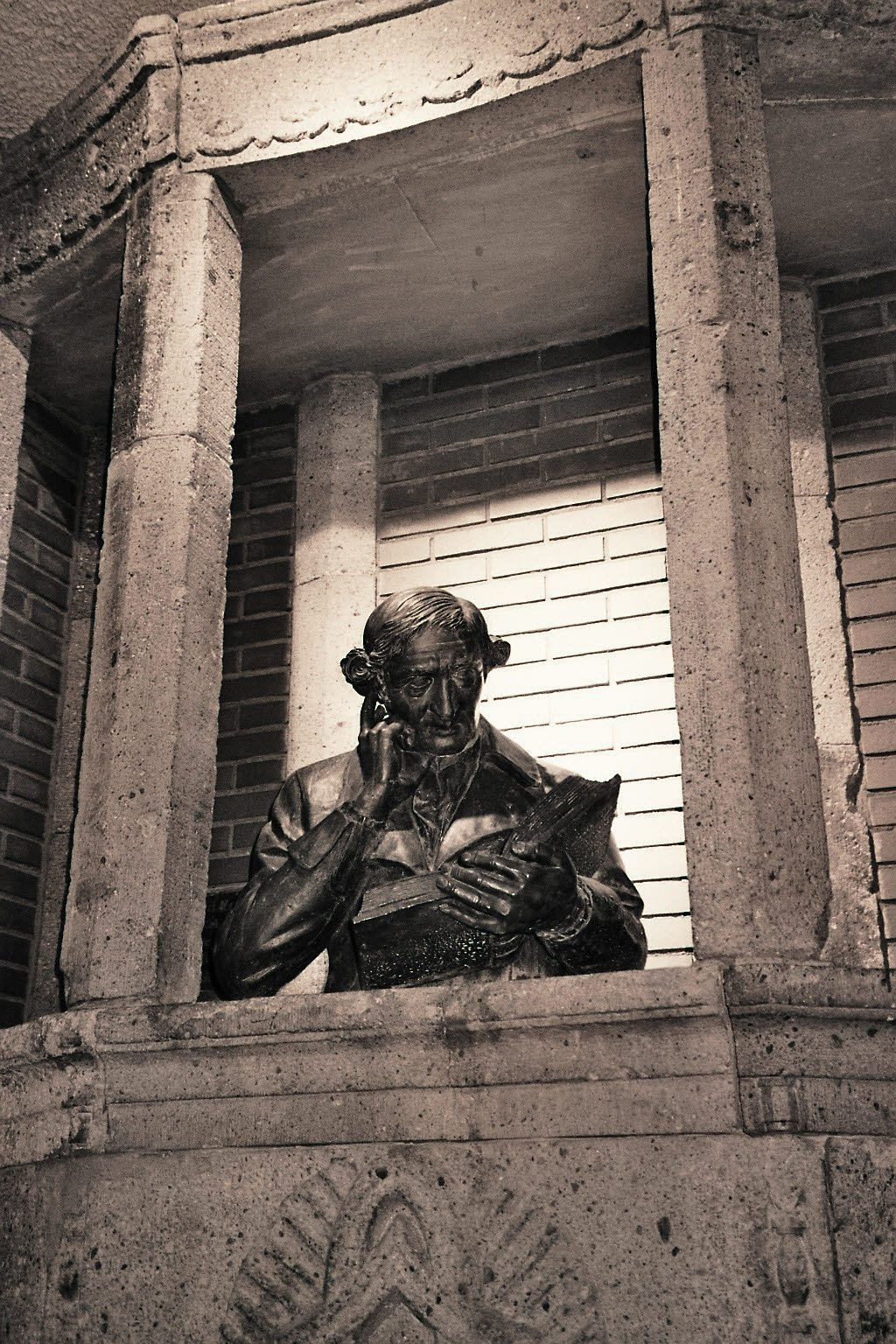
Büste von Carl Arnold Kortum in der U-Bahn-Station Rathaus Süd in Bochum

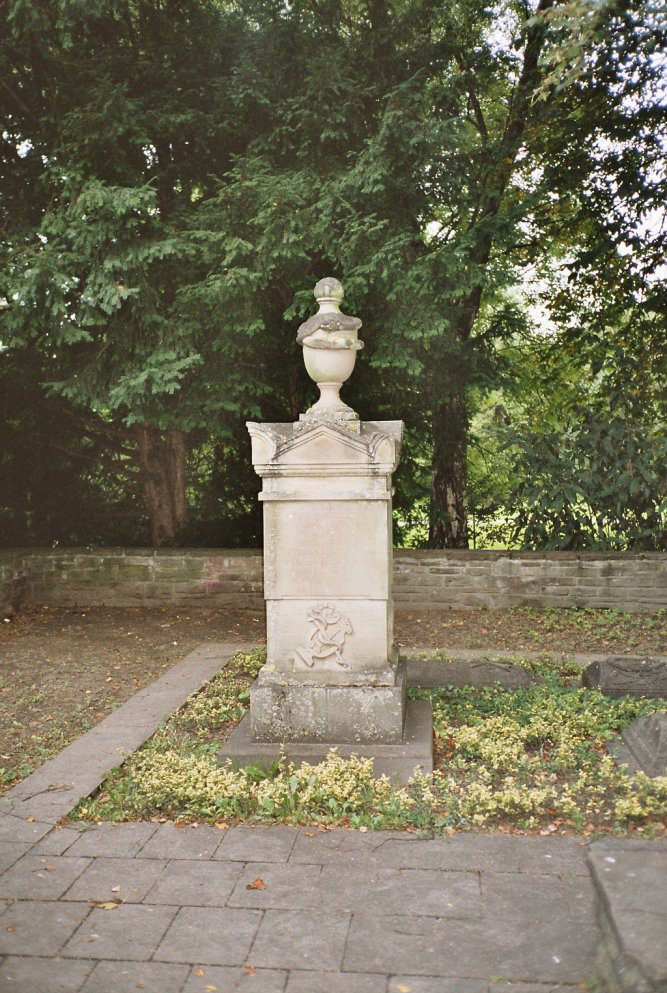
Das Grab von Carl Arnold Kortum im Bochumer Kortumpark

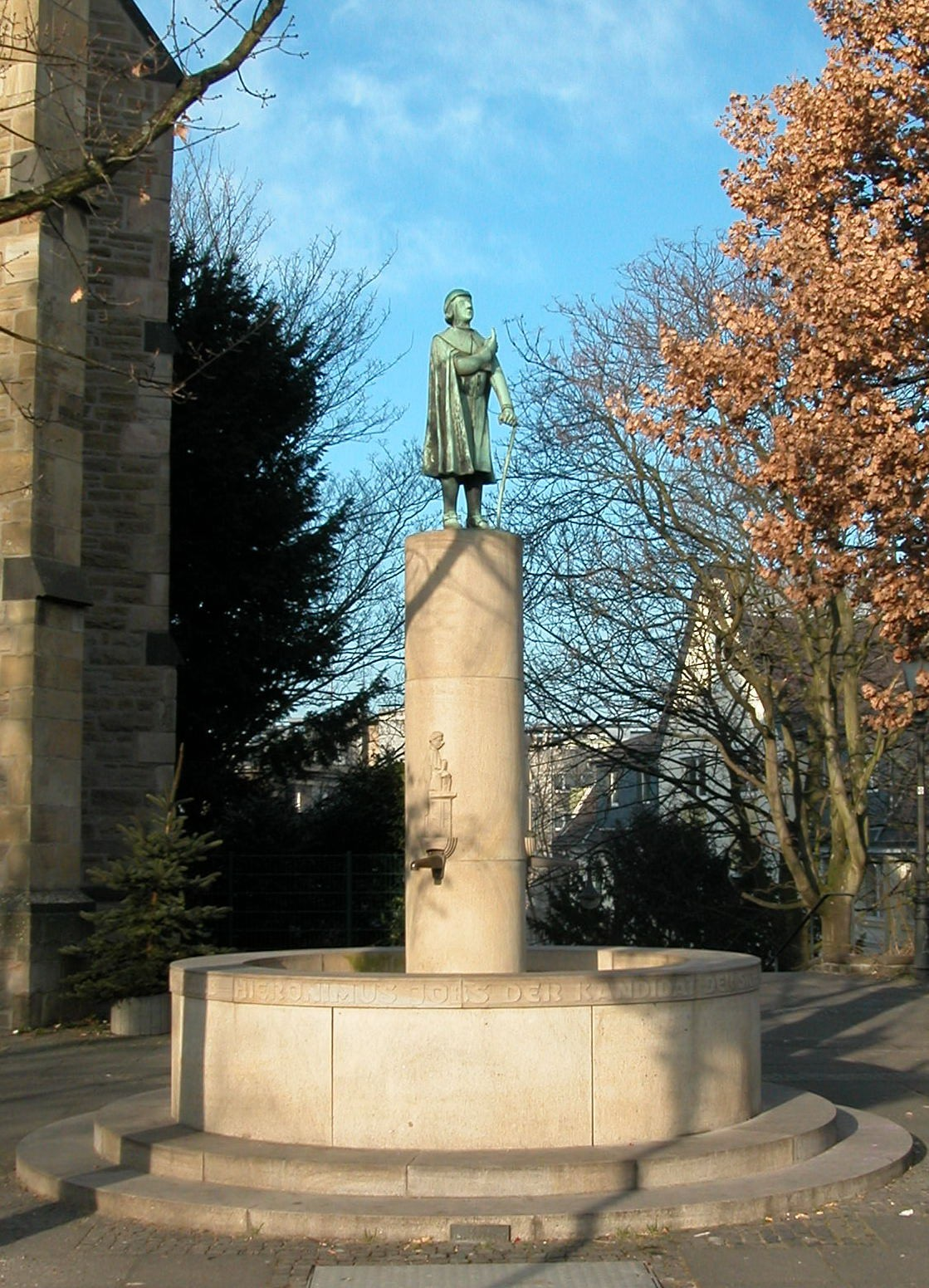
Der Jobs-Brunnen in Mülheim an der Ruhr

Carl Arnold Kortum oder Karl Arnold Kortum (* 5. Juli 1745 in Mülheim an der Ruhr, Herrschaft Broich; † 15. August 1824 in Bochum) war ein deutscher praktischer Arzt und Bergarzt, Schriftsteller, Königlicher Hofrat und Heimatforscher.

## Leben
Carl Arnold Kortum war Sohn des Apothekers Christian Friedrich Kortum (1710–1748) und dessen Ehefrau Helene Maria, geborene Severin (1711–1795). Er besuchte von 1760 bis 1763 das Gymnasium in Dortmund und studierte anschließend Medizin in Duisburg, wo er im Jahr 1766 promoviert wurde. Um auch in Preußen praktizieren zu können, schloss er noch eine kurze Zusatzausbildung in Berlin an, die er am 19. Dezember 1767 abschloss.
Nach dem Studium ließ er sich zunächst als Arzt in Mülheim nieder, wo er am 7. Juni 1768 Helene Margarethe Ehinger heiratete. Erst 1770 siedelte er nach Bochum über, wo er eine gutgehende Praxis führte. Er interessierte sich in seiner Freizeit auch für Geschichte und Geographie. In Bochum wurde Kortum von 1792 bis 1807 als erster Bergarzt nördlich der Ruhr tätig.
Dichterischen Ruhm erlangte Kortum durch seine zeitgenössische Satire Leben, Meynungen und Thaten von Hieronymus Jobs dem Kandidaten, und wie er sich weiland viel Ruhm erwarb auch endlich als Nachtwächter zu Sulzburg starb – kurz Jobsiade genannt. Die Erstausgabe des Werkes erschien im Jahr 1784. Wilhelm Busch wurde hierdurch zu seiner Bildergeschichte Bilder zur Jobsiade angeregt. Auch der Maler Johann Peter Hasenclever griff Motive der Jobsiade auf, etwa in dem Gemälde Hieronymus Jobs im Examen (1840).
1790 verfasste Kortum die erste Stadtgeschichte Bochums. Dazu schenkte er dem Magistrat einen eigenhändig gezeichneten farbigen Stadtplan.
In seiner 1793 veröffentlichten Schrift über Urin gelangte er zu seiner kritischen Beurteilung der Möglichkeiten der Harnschau und läutete damit das Ende der aus heutiger Sicht spekulativen Uroskopie der damaligen Zeit ein.

## Familie
Der Arzt und medizinische Fachschriftsteller Theodor Kortum (1765–1847) war sein Vetter, der Mediziner, Naturforscher und Naturaliensammler Wilhelm Ludwig Döring (1802–1877) war sein Enkel und der Apotheker Theodor Löbbecke (1821–1901) war sein Urenkel.

## Ehrungen und Erinnerungen
In seinem Geburtsort Mülheim ziert eine Bronzestatue des Jobs den Kortum-Brunnen an der Althofstraße neben der Petrikirche. Weiterhin gibt es dort eine Gaststätte Kortum-Stube sowie eine Kortumstraße.
In Bochum, dem Hauptort seines Wirkens, ist die Prüfungsszene des Kandidaten Jobs auch Thema des Figurenensembles Jobsiade-Brunnen auf dem Husemannplatz ... „Ob der Antworten des Kandidaten Jobses geschah allgemeines Schütteln des Kopfes“. Eine Büste Kortums findet sich ebenfalls in der U-Bahn-Station in der Verteilerebene beim City-Point. Ein Teil der Kortumstraße wurde schon in den 1880er nach diesem benannt. Das Kaufhaus der Gebrüder Alsberg wurde nach der Arisierung in Kaufhaus Kortum umbenannt. Der ehemalige Friedhof der Stadt an der Wittener Straße trägt seit den 1960er Jahren den Namen Kortumpark. Dort findet man die Grabanlage von ihm und seiner Familie sowie die Gräber von Nachkommen.

Das ehemalige Wohnhaus Kortums bestand mit einer Gedenktafel bis um 1901. In der Nähe des ehemaligen Standortes gibt es heute eine Erinnerungstafel am Schuhhaus Lötte. Es gab auch etliche Gaststätten, die nach Kortum oder nach der Jobsiade benannt waren. In der Nähe des ehemaligen Wohnhauses ist die Skulptur Entfaltung der Stadt, auf der Kortum auch abgebildet ist.

Die Kortum-Gesellschaft Bochum ist aufgrund von Kortums Wirken als erster Chronist Bochums nach ihm benannt.
In Würdigung der von Wilhelm Busch illustrierten Ausgabe der Jobsiade wurde die 1852 benannte, in der Südstadt von Hannover gelegene Buschstraße (seit 1930: Wilhelm-Busch-Straße) 1936 in Kortumstraße umbenannt.
Weitere Kortumstraßen gibt es in den Ruhrgebiets-Städten Bochum, Duisburg (Kortums Studienort) und Essen, jeweils in den Innenstädten.

## Schriften (Auswahl)
- Leben, Meynungen und Thaten / Von Hieronimus Jobs, dem Candidaten, / Und wie Er sich weiland viel Ruhm erwarb, / Auch endlich als Nachtswächter in Sulzburg starb. Perrenon, Münster und Hamm 1784 (Erstausgabe des ersten Teils der „Jobsiade“).
- Die Jobsiade. Ein grotesk-komisches Heldengedicht in 3 Theilen. Mallinckrodt, Dortmund 1799 (Erstausgabe der vollständigen „Jobsiade“).
  - Die Jobsiade. Ein grotesk-komisches Heldengedicht in 3 Theilen. 8. Auflage. Brockhaus, Leipzig 1857 (Digitalisierte Ausgabe der Universitäts- und Landesbibliothek Düsseldorf).
- Bienenkalender, oder wie sich ein Bienenwirth bey der Wartung der Bienen, nach jedem Monath zu verhalten habe. Röder, Wesel 1776.
- Grundsätze der Bienenzucht, besonders für die Westphälische Gegenden. Röder und Heinsius, Wesel/Leipzig 1776.
- Der Märtyrer der Mode. Eine Geschichte satyrischen Inhalts. Röder, Wesel 1778.
- Nachricht vom ehemaligen und jetzigen Zustande der Stadt Bochum. In: Neues Westphälisches Magazin zur Geographie, Historie und Statistik. 1790, Teil 1, S. 49–80. Digitalisat der Universität Bielefeld, Teil 2, S. 105–136. Digitalisat der Universität Bielefeld, Teil 3, S. 189–228 Digitalisat der Universität Bielefeld
- Vom Urin als einem Zeichen in Krankheiten und von den Kunstgriffen der Harnärzte, wenn sie daraus die Krankheit sagen. Eine Schrift fürs Volk, auch jungen Ärzten nützlich. Duisburg 1793.
- Gesundheitsbüchlein für Bergleute. Blothe, Dortmund 1798.
- Skizze einer Zeit- und Litterargeschichte der Arzneikunst von ihrem Ursprunge an bis zum Anfange des neunzehnten Jahrhunderts. Für Ärzte und Nichtärzte. Hesselmann, Unna 1809.
- Lesebuch Carl Arnold Kortum (= Nylands kleine westfälische Bibliothek. Bd. 40). Zusammengestellt und mit Nachwort von Hans H. Hanke. Aisthesis, Bielefeld 2013.

## Weitere Quellen
- Stadtarchiv Mülheim an der Ruhr, Bestand 882 (Literatursammlung)
- Stadtarchiv Bochum, größter Teil des Nachlasses C. A. Kortum (Kortumsammlung)